# Grammo
Il grammo (simbolo: g) è un'unità di misura della massa. Esso equivale a un millesimo di chilogrammo, l'unità base del SI. Il suo nome deriva dalla parola greca grámmax (piccolo peso).

## Storia
Il grammo entrò a far parte del sistema metrico francese il 1º agosto 1793, definito come la massa di un centimetro cubo (1×10−6 m³) di acqua alla temperatura di 4 °C e a pressione atmosferica standard. Questa particolare temperatura venne scelta poiché per essa l'acqua possiede la sua massima densità.
Il 7 aprile 1795 fa la sua comparsa il chilogrammo, come suo multiplo (1 kg = 1 000 g).
Tale definizione era difficile da realizzare accuratamente, anche perché la densità dell'acqua è legata in parte alla pressione, e l'unità di pressione include la massa tra i fattori, introducendo una dipendenza circolare nella definizione del chilogrammo.
Per evitare questo problema, il chilogrammo venne ridefinito come la massa precisa di una particolare massa standard, creata per approssimare la definizione originale e realizzata nel 1875. Il prototipo internazionale del chilogrammo (Le Grand Kilo), un cilindro retto a base circolare che misura 39 mm in altezza e diametro, composto da una lega di platino e iridio, è conservato al Bureau International des Poids et Mesures (Ufficio internazionale dei pesi e delle misure) presso il pavillon de Breteuil a Sèvres, Francia.
Nell'odierno SI il grammo non è più un'unità base, ma è stato sostituito dal chilogrammo. Da esso oggi eredita la propria definizione, in qualità di suo sottomultiplo.